# Dumb Luck
Albums de Dntel
Life Is Full of Possibilities
(2001)
Dumb Luck est un album de Dntel sorti en 2007.

## Liste des titres
| No | Titre             | Featuring               | Durée |
| -- | ----------------- | ----------------------- | ----- |
| 1. | Dumb Luck         |                         | 5:20  |
| 2. | To a Fault        | Grizzly Bear            | 6:32  |
| 3. | I'd Like to Know  | Lali Puna               | 3:47  |
| 4. | Roll On           | Jenny Lewis             | 3:40  |
| 5. | The Distance      | Arthur & Yu             | 4:05  |
| 6. | Rock My Boat      | Mia Doi Todd            | 3:52  |
| 7. | Natural Resources | Andrew Broder de Fog    | 4:38  |
| 8. | Breakfast in Bed  | Conor Oberst            | 3:52  |
| 9. | Dreams            | Mystic Chords of Memory | 5:34  |